# Jody Fannin
Jody Fannin, né le 4 septembre 1993 à Chertsey en Angleterre, est un pilote de course automobile anglais qui participe à des épreuves d'endurance au volant de voitures de Grand tourisme dans des championnats tels que l'European Le Mans Series, l'International GT Open et le Championnat du monde d'endurance FIA.
Il a remporté le championnat pilote European Le Mans Series 2017 dans la catégorie LMGTE.

## Carrière

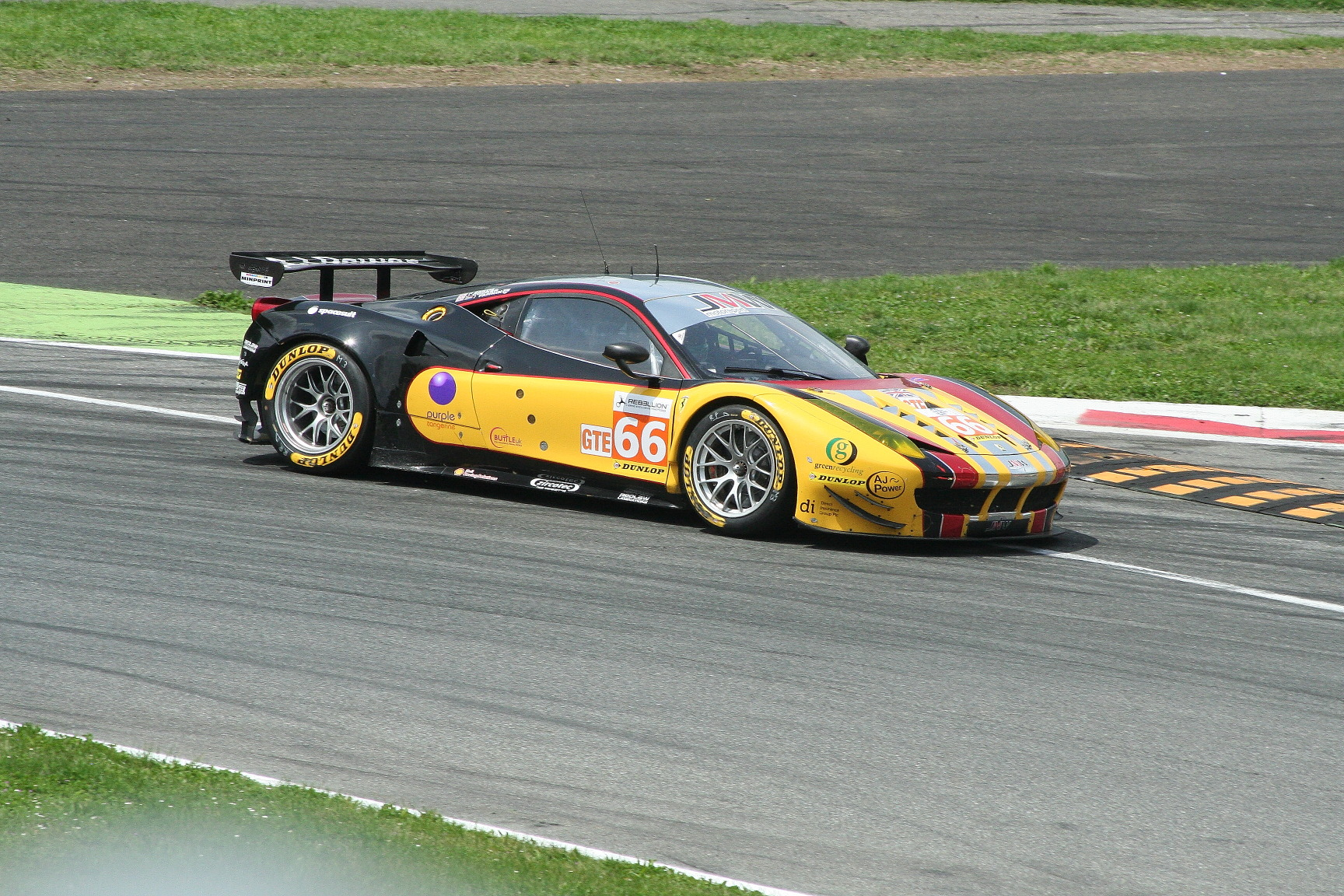
La Ferrari 458 Italia GT2 victorieuse de l'écurie britannique JMW Motorsport lors des 4 Heures de Monza

En 2017, après quelques années avec des voitures de Grand tourisme dans des championnats tels que le British GT Championship (en) et le Blancpain Endurance Series au volant de Ginetta G50 (en), Ferrari 458, Nissan GT-R, Bentley Continental GT3 et d'Aston Martin V12 Vantage, Jody Fannin s'engage avec l'écurie britannique JMW Motorsport afin de participer au championnat European Le Mans Series au volant d'une Ferrari 458 Italia GT2 avec comme coéquipiers les pilotes britanniques Robert Smith, Jonny Cocker et Will Stevens. Au cours de la saison, il change de voiture et passe à la Ferrari 488 GTE. Cette première saison dans ce championnat est couronnée de succès car il monte sur le podium cinq fois en six courses et gagne les 4 Heures de Monza. Cela lui permet de gagner de championnat pilote European Le Mans Series.
À la suite de cette belle saison, Jody Fannin s'engage dans le championnat allemand VLN avec l'écurie Walkenhorst Motorsport, expérience qu'il renouvelle l'année suivante. C'est ainsi qu'il participe a une épreuve phare des épreuves d'endurances, les 24 Heures du Nürburgring. Il participe également au championnat China GT avec l'écurie FIST Team AAI.
En 2020, il réalise son retour au sein de l'écurie britannique JMW Motorsport afin de participer au 4 Heures du Castellet au volant d'une Ferrari 488 GTE Evo avec comme coéquipiers les pilotes britanniques Hunter Abbott (en) et Finlay Hutchison.
En 2021, toujours avec l'écurie britannique JMW Motorsport, il participe à l'intégralité du championnat European Le Mans Series au volant d'une Ferrari 488 GTE Evo avec comme coéquipiers le pilote américain Rodrigo Sales, le pilote italien Andrea Fontana et le pilote hongkongais Shaun Thong (en),. Bien qu'ayant vu le drapeau à damier à toutes les manches du championnat, il n'obtient qu'une 8e position au classement des pilotes. Cette année est également agrémentée par sa première participation au 24 Heures du Mans avec le JMW Motorsport. Il pilote ainsi une Ferrari 488 GTE Evo avec comme coéquipiers le pilote américain Rodrigo Sales et le pilote français Thomas Neubauer (de). Cette première participation se solde par un abandon au 117e tours pour raison de problèmes de boîte de vitesses.
En 2022, toujours avec l'écurie britannique JMW Motorsport, il ne participe qu'a la journée test des 24 Heures du Mans.

## Palmarès

### Résultats aux24 Heures du Mans
| Année | Écurie         | Copilotes                          | Voiture             | Classe   | Tours | Pos. | Class Pos. |
| ----- | -------------- | ---------------------------------- | ------------------- | -------- | ----- | ---- | ---------- |
| 2021  | JMW Motorsport | Thomas Neubauer (de) Rodrigo Sales | Ferrari 488 GTE Evo | LMGTE Am | 117   | Abd. | Abd.       |

### Résultats enEuropean Le Mans Series
| Année | Écurie         | Châssis                | Moteur                        | Classe | 1     | 2     | 3     | 4     | 5     | 6      | Position | Points |
| ----- | -------------- | ---------------------- | ----------------------------- | ------ | ----- | ----- | ----- | ----- | ----- | ------ | -------- | ------ |
| 2017  | JMW Motorsport | Ferrari 458 Italia GT2 | Ferrari 4,5 l V8 Atmo         | LMGTE  | SIL 5 | MON 1 |       |       |       |        | 1re      | 104    |
| 2017  | JMW Motorsport | Ferrari 488 GTE        | Ferrari F154CB 3,9 l V8 Turbo | LMGTE  |       |       | RBR 2 | LEC 3 | SPA 2 | POR 2  | 1re      | 104    |
| 2020  | JMW Motorsport | Ferrari 488 GTE Evo    | Ferrari F154CB 3,9 l V8 Turbo | LMGTE  | LEC 4 | SPA   | LEC   | MON   | POR   |        | 15e      | 12     |
| 2021  | JMW Motorsport | Ferrari 488 GTE Evo    | Ferrari F154CB 3,9 l V8 Turbo | LMGTE  | BAR 7 | RBR 5 | LEC 6 | MON 4 | SPA 6 | POR 10 | 8e       | 52     |